# Zuienkerke
Zuienkerke è un comune belga di 2 740 abitanti, situato nella provincia fiamminga delle Fiandre Occidentali.